# Neokolonialisme
Neokolonialisme is de exploitatie waar rijke landen zich schuldig aan maken ten aanzien van zelfstandig geworden vroegere koloniale gebieden. Dit concept wordt gezien als de laatste fase van imperialisme. De term werd aanvankelijk met name gebruikt door Afrikaanse en Latijns-Amerikaanse revolutionairen, vooral in socialistische en communistische kringen. Het belangrijkste verschil tussen neokolonialisme en het oude type kolonialisme ligt in de overschakeling van open of directe vormen van uitbuiting naar verborgen of indirecte vormen van overheersing in ontwikkelingslanden, zoals moderne slavernij. 
De term stamt uit de tijden van dekolonisatie na de Tweede Wereldoorlog in Afrika. In de onafhankelijkheidsstrijd kwamen veel revolutionaire bewegingen tot de conclusie dat ze met de dekolonisatie afstevende op een nieuwe vorm van imperialisme. Kwame Nkrumah, die in 1957 leider werd van een nieuw onafhankelijk Ghana, verklaart het begrip in zijn boek: Neo-Colonialism: The Last Stage of Imperialism (1965). Neoimperialisten veranderen de oude stijl van directe koloniale heerschappij in een uitbuiting die vertrouwt op door hen geselecteerde en tussenpersonen. Zo werden voornamelijk de Verenigde Staten ervan verdacht dit toe te passen door landen die net hun onafhankelijkheid hebben uitgeroepen te controleren, militaire blokken te organiseren, militaire basissen op te zetten, federaties of gemeenschappen op te richten en marionettenregimes te installeren. Door economische hulp of andere vormen behouden zij deze landen als afzetmarkten voor hun producten, grondstofbronnen en afzetgebieden voor hun kapitaaluitvoer, plunderen er de rijkdommen zonder rekening te houden met de baat van het volk en de mensenrechten. Zo beheerste België na de snelle dekolonisatie van Belgisch-Kongo 70% van de Kongolese economie via het de facto monopolie van de Société Générale de Belgique op de exploitatie van natuurlijke grondstoffen in de welvarende regio's van de Kongo. In Latijns-Amerika verzette de Cubaanse Revolutie zich hevig tegen het imperialisme. Na de revolutie ontving de Cubaanse regering wel de hulp van de Sovjet-Unie, wat pijnlijk was voor revolutionairen als Che Guevara die de Sovjets zagen als een imperialistische mogendheid. Ook het Bolivarisme van Hugo Chávez kwam in opstand tegen het neokolonialisme.
Op supranationaal niveau worden ook de Verenigde Naties ervan beschuldigd het neokolonialisme in de hand te werken, door invloed uit te oefenen op de binnenlandse politiek van onafhankelijke staten. Deze beschuldigingen zijn vaak tweeledig. Enerzijds is de VN een organisatie die de internationale rechtsorde probeert te handhaven, onder andere door zich te beroepen op de Universele verklaring van de rechten van de mens. Het zijn veelal de westerse samenlevingen die op dit moment de UVRM omarmen, actief uitvoeren en willen doordrukken in staten waarin mensenrechtenschendingen plaatsvinden. Omdat dezelfde westerse staten een imperialistisch verleden hebben, wordt een internationale handhaving van mensenrechten door de VN vaak gezien als cultuurimperialisme. Staten die zich schuldig maken aan mensenrechtenschendingen maken hiervan gretig misbruik door hun critici te beschuldigen van neokolonialisme. Ze beroepen zich op hun soevereiniteit om zo ongestoord hun gang te kunnen gaan.
Anderzijds is de VN politieke organisatie, gedomineerd door de Veiligheidsraad. Door de constructie en het vetorecht kunnen staten als de VS en Rusland de politieke agenda domineren. Deze kunnen dan besluiten een land te vervolgen wegens schending van de internationale rechtsorde, terwijl er eigenlijk sprake is van een neokolonialistisch motief. Een voorbeeld van een dergelijke beschuldiging, is de Irakoorlog. De Verenigde Staten beriep zich op Resolutie 1441 Veiligheidsraad Verenigde Naties, terwijl critici stelden dat ze vooral hun oliebelangen in Irak wilden veiligstellen.
kolonie · kolonisatie · kolonialisme · dekolonisatie (staatkundig) · dekolonisatie (cultureel)· neokolonialisme · postkolonialisme · imperialisme